# Тиба (город)
Ти́ба (яп. 千葉市 Тиба-си) — город в Японии, административный центр префектуры Тиба. Расположен примерно в 40 км к востоку от центра Токио в Токийском заливе. С 1992 года имеет статус города, определённого указом правительства.

## Название
Название города в японском языке пишется двумя китайскими иероглифами. Первый (кит. 千) означает «тысяча», второй кит. 葉 — «листья». Название впервые упоминается как название одной из областей по управлением так называемых «куни-но-мияцуко» (яп. 千葉国造, Chiba Kuni no Miyatsuko, Тиба-куни-но-мияцуко).. Название было принято местной ветвью клана Тайра, представители которого переселились на территории современного города в конце периода Хэйан. Данная ветвь клана Тайра приняла это название и получила известность как клан Тиба. Клан Тиба имел значительное влияние на территории современной префектуры Тиба вплоть до начала периода Адзути-Момояма. Название «Тиба» было выбрано для префектуры Тиба при ее создании в 1873 году, в начале эпохи Мейдзи

## Климат
Климат субтропический муссонный (согласно классификации климатов Кёппена — Cfa) с очень жарким летом и мягкой зимой. Количество выпадающих осадков велико в течение всего года, несколько меньшее количество осадков выпадает зимой.
| Показатель                            | Янв. | Фев. | Март | Апр.  | Май   | Июнь  | Июль  | Авг.  | Сен.  | Окт.  | Нояб. | Дек. | Год    |
| ------------------------------------- | ---- | ---- | ---- | ----- | ----- | ----- | ----- | ----- | ----- | ----- | ----- | ---- | ------ |
| Средний суточный максимум, °C         | 9,8  | 10,2 | 13,2 | 18,3  | 22,3  | 25,0  | 28,6  | 30,5  | 26,9  | 21,8  | 16,9  | 12,4 | 19,6   |
| Средняя температура, °C               | 5,7  | 6,1  | 8,9  | 14,0  | 18,3  | 21,3  | 25,0  | 26,7  | 23,3  | 18,0  | 12,9  | 8,3  | 15,7   |
| Средний суточный минимум, °C          | 1,9  | 2,3  | 5    | 10,1  | 14,8  | 18,4  | 22,3  | 23,9  | 20,5  | 14,9  | 9,2   | 4,4  | 12,3   |
| Норма осадков, мм                     | 59,6 | 59,5 | 110  | 110,4 | 112,5 | 149,9 | 122,5 | 134,3 | 200,4 | 185,9 | 91    | 51,5 | 1387,5 |
| Источник: Japan Meteorological Agency |      |      |      |       |       |       |       |       |       |       |       |      |        |

## Административное деление
| Районы Тибы | Районы Тибы                                                 |
| --- | ----------------------------------------------------------- |
| Тиба разделена на шесть районов (ку): - Тюо-ку — центр - Ханамигава-ку - Инаге-ку - Мидори-ку - Михама-ку - Вакаба-ку | Тюо-ку Ханамигава-ку Инаге-ку Мидори-ку Михама-ку Вакаба-ку |

## Транспорт
- Кокудо 16
- Монорельс Тибы

## Города-побратимы
- Норт-Ванкувер, Канада (1970)
- Асунсьон, Парагвай (1970)
- Хьюстон, США (1972)
- Кесон-Сити, Филиппины (1972)
- Тяньцзинь, КНР (1986)
- Монтрё, Швейцария (1996)
- Уцзян, КНР (1996)

## В литературе
В литературе Тиба, как город будущего, встречается в знаменитом киберпанковском романе Уильяма Гибсона «Нейромант».